# Мучешти-Данулешти (Бузау)
Мучешти-Данулешти (рум. Mucești-Dănulești) насеље је у Румунији у округу Бузау у општини Буда. Oпштина се налази на надморској висини од 294 m.

## Становништво
Према подацима из 2002. године у насељу је живело 612 становника, од којих су сви румунске националности.